# Aliment ultratransformé
Pour les articles homonymes, voir AUT.

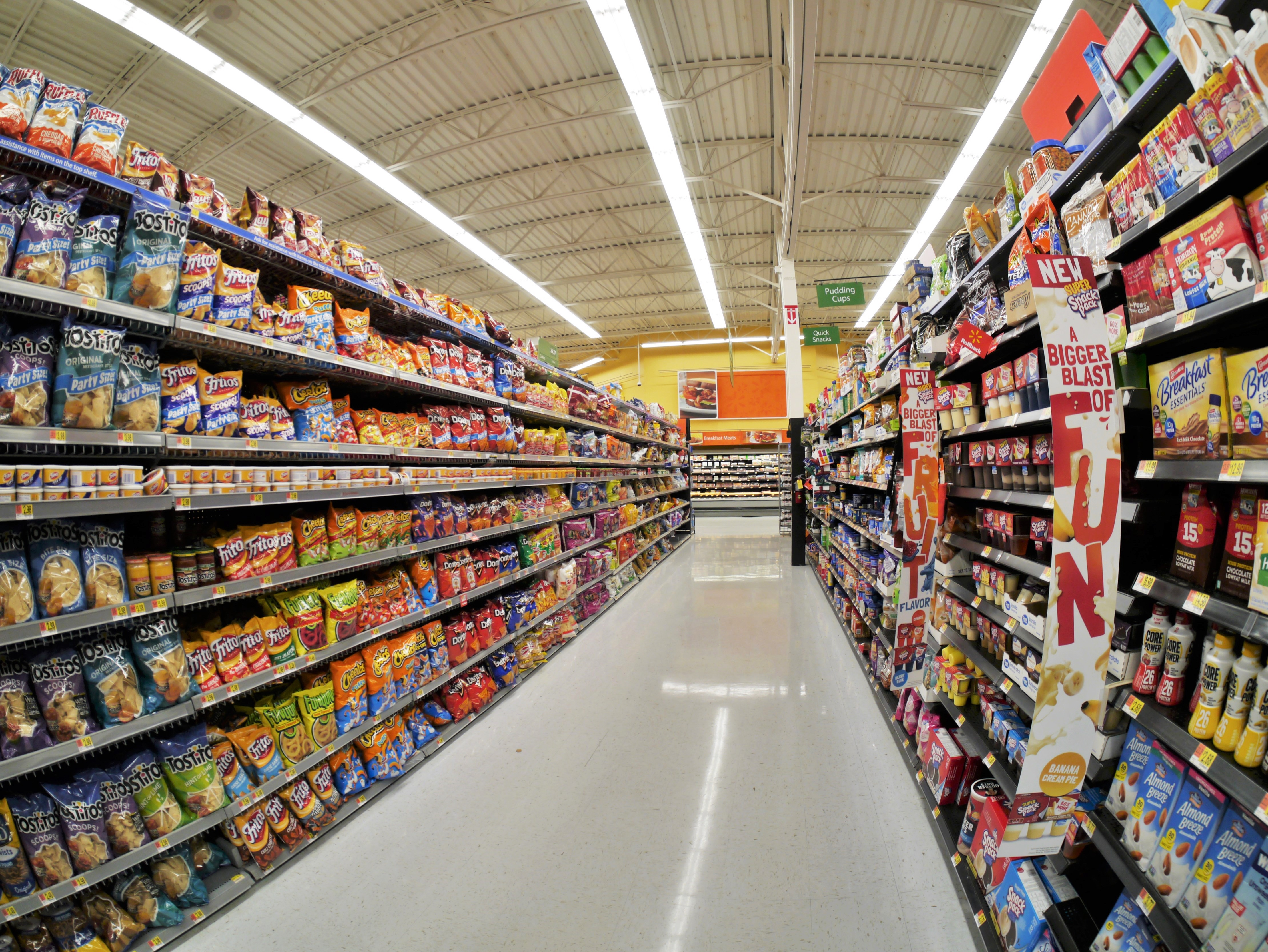
Chips et autres aliments ultra-transformés dans un supermarché aux États-Unis.

Un aliment ultratransformé (AUT) est un aliment dont la composition, les procédés de fabrication et les ingrédients utilisés le font entrer dans le groupe « ultra-transformé » (groupe 4) d'une classification nommée NOVA,,. 
Une autre classification nommée Siga distingue quant à elle trois groupes d’aliments ultratransformés : les aliments ultratransformés équilibrés (notés 5), les aliments ultratransformés gourmands (notés 6) et les aliments ultratransformés à limiter (notés 7).
Un aliment ultratransformé se caractériserait par la présence dans sa liste d’ingrédients d’au moins une substance elle-même ultratransformée, dénommée marqueur d’ultratransformation. Ces substances sont obtenues par synthèse, ou bien par une succession de procédés physiques, chimiques ou biologiques appliqués à des matières premières naturelles et qui conduisent à une forte modification par rapport à leur matrice d’origine.
Les ingrédients marqueurs d’ultratransformation prennent différentes formes et ne se limitent pas aux additifs. On y retrouve donc une partie (et non pas la totalité) des additifs référencés, mais aussi des sucres hydrolysés, des matières grasses hydrogénées, des protéines isolées, et bien d’autres ingrédients obtenu grâce aux procédés technologiques d'hydrogénation, de soufflage, de cuisson-extrusion, de « crackage alimentaire »… 
Le groupe des aliments ultratransformés comprend notamment des aliments à très haute valeur énergétique, contenant des matières grasses saturées, du sel, des sucres libres en grande quantité, tout en n'apportant naturellement que peu de fibres, de protéines et de micronutriments. Toutefois, la catégorie des aliments ultratransformés est hétérogène du point de vue nutritionnel : les aliments végétaux présentent globalement moins de risques pour la santé que ceux contenant des produits d'origine animale,,,.
Les aliments ultra-transformés sont aussi généralement peu périssables et consommables très facilement à tout moment.
On retrouve des exemples d’aliments ultratransformés dans les catégories d’aliments tels que le jambon, les lasagnes, les sodas, les barres chocolatées, les viandes fumées, les poêlées de légumes industrielles ou les céréales de petit-déjeuner.

## Risques pour la santé
En France, les aliments ultratransformés représentent environ 80 % de l’offre actuelle en hyper et supermarchés, tandis que ces aliments ne devraient idéalement pas dépasser 15 % de l’apport journalier.

De 33 à 36 % des calories consommées en France en sont issus, et jusqu'à 40 % pour les végétaliens (ces derniers consommant cependant aussi plus de produits bruts),.  
Trop riches en mauvais sucres et en mauvais gras, ils sont parfois qualifiés de « fake food », d’« aliments mensongers » ou de « nourriture dénaturée ». Mais la publicité et leur conditionnement encouragent leur consommation. 
Toutefois, la catégorie des aliments ultra-transformé est très hétérogène. Après avoir conduit une revue systématique des études scientifiques publiées sur ce sujet, l'ANSES a conclu qu' « il apparaît que les classifications actuelles des aliments selon leur degré de transformation ne peuvent pas être traduites en risques sanitaires ».  

### Études scientifiques
De nombreuses associations entre la consommation d'AUT et de mauvais résultats de santé ont été mises en évidence ces dernières années, les augmentations de risque les plus convaincantes étant la mortalité toutes causes confondues, la mortalité liée aux maladies cardiovasculaires, les troubles mentaux, l'obésité, le surpoids et le diabète de type 2.
Hormis pour la prise de poids, la causalité de ces associations n'est pas établie, et il n'existe pas de consensus sur les mécanismes d'action. Cependant des explications ont été avancées pour expliquer ces risques. D'une part, les AUT possèdent des profils nutritionnels plus pauvres. D'autre part, ils remplacent des aliments non ultratransformés dans l'alimentation, tels que les fruits, les légumes, les légumineuses, les noix et les graines. Enfin, ils ont subi des altérations de leur structure physique, pouvant affecter le sentiment de satiété. La présence de certains additifs ainsi que de contaminants provenant des emballages pourrait aussi jouer un rôle.
Il est à noter que toutes les sous-catégories d'AUT ne montrent pas les mêmes associations. Les céréales, pains noirs ou complets, snacks sucrés et salés emballés, produits à base de fruits et yaourts, et desserts à base de produits laitiers sont associés à une baisse du risque de diabète de type 2.

### Perte de l’effet matrice dans les aliments ultratransformés
Elle semble être l'une des explications des effets sur la santé des aliments ultratransformés. Par rapport aux aliments bruts, les aliments ultratransformés sont composés d’ingrédients dont la structure originelle complexe est très altérée. Selon les travaux de A. Fardet, « l’effet matrice » d’un aliment participerait davantage de son action sur la santé que sa composition nutritionnelle. Il influencerait notamment la cinétique de libération des nutriments dans le tube digestif, leur biodisponibilité et donc leurs effets métaboliques, mais aussi la sensation de satiété. Comparée à celle de son ou ses ingrédient(s) de départ, la digestibilité des nutriments d’un aliment ultratransformé est modifiée, et entraîne notamment des réponses physiologiques et métaboliques différentes.
Par exemple, une amande entière libère plus lentement ses lipides qu'une poudre d'amande. La matrice initiale de l'amande confère des interactions complexes entre les nutriments, qui limite l'absorption lipidique dans le colon. L'ultra-transformation des aliments modifie à long terme les réponses métaboliques et physiologiques.

### Enjeux de santé publique et sensibilisation
Depuis leur première définition dans la classification NOVA en 2009, les aliments ultratransformés préoccupent de plus en plus les autorités de santé, dont l'OMS et la FAO, jusque dans les pays tels que l'Uruguay longtemps épargnés par la malbouffe.
Depuis 2019, les aliments ultratransformés sont même mentionnés dans le Programme National Nutrition-Santé français, un programme édité par le ministère de la Santé qui a ainsi formulé l’objectif d’« [i]nterrompre la croissance de la consommation des produits ultratransformés (selon la classification NOVA) et réduire la consommation de ces produits de 20 % sur la période entre 2018 et 2021 ». Il s'agit aussi d’« inciter à l’amélioration des pratiques industrielles en s’appuyant sur les résultats de la recherche sur aliments transformés et ultra-transformés ». En plus de ces objectifs, le PNNS 4 recommande de « limiter les boissons sucrées, les aliments gras, sucrés, salés et ultra-transformés ».
Pour mieux s’alimenter, il est conseillé de lire la liste d’ingrédients sur l’étiquette des produits. Les plus susceptibles d’être des aliments ultratransformés possèdent souvent :
- des longues listes d’ingrédients ;
- des ingrédients absents des plats traditionnels ;
- de nombreux additifs ;
- des allégations santé inhabituelles[25].

Moins consommer d’aliments ultratransformés est l'une des recommandations de certains chercheurs de l’Institut national de la recherche agronomique. Leurs travaux proposent l’adoption d’un régime alimentaire préventif universel basé sur la règle des 3V, à savoir une alimentation principalement Végétale, Vraie (donc peu transformée) et Variée, privilégiant les produits locaux et de saison. Les bénéfices d’un tel régime sont l’impact santé favorable au niveau individuel, et la réduction des problèmes environnementaux liés au système agro-industriel dans son ensemble.

## Influence de lobbys industriels
Des chercheurs ont récemment (2021) montré comment les acteurs de l'industrie alimentaire ultratransformée, via leurs lobbyistes, leurs laboratoires et chercheurs internes, leurs services de presse et de relations publiques, via des « organisations de façade » (Industry Front Groups), manipulent les politiques nationales et mondiale sur les aliments ultratransformés, en cherchant à freiner et limiter le travail de l'OMS et des chercheurs indépendants, avec des méthodes évoquant celles de l'industrie du tabac. Ces méthodes reposent principalement sur une triple stratégie : 
1. coaliser les industriels derrière des groupes de pression, aux échelles nationales et internationale, via des alliances ouvertes entre entreprises telles que les associations professionnelles, et via des relais plus secrets (par exemple dans les domaines de la science, de la politiques avec l'embauche de fonctionnaires (pantouflage), ou, pour l'échelle internationale, d'anciens personnels de l'OMS. La cooptation d'ONG et d'influenceurs de la société civile est également recherchée. Ce lobbying, notamment via les associations professionnelles, s'exprime aussi via des colloques, consultations et auditions formelles présentant les points de vue favorables à l'industrie[29] ;
2. directement ou indirectement contribuer à formuler ou à reformuler des politiques publiques (ou sinon à les freiner)[29] ;
3. contrôler ou orienter les données et l'information sur l'alimentation, en particulier via « le financement et la diffusion de la recherche favorable aux intérêts commerciaux, et la contestation des preuves défavorables »[29]. Les messages de l'industrie sont aussi relayés par des personnalités mises en avant par un travail de relations publiques, et par le « churnalisme ».

## Cas des substituts de viande
Avec l'émergence du véganisme, de nombreux industriels de l'agroalimentaire ont développé de larges gammes de produits estampillés « vegan » imitant des produits carnés (steaks, saucisses, etc.). Or, beaucoup de ces produits, pour offrir les qualités gustatives et plastiques des produits imités, contiennent des additifs (texturants, arômes, sucres, etc.) qui en font des aliments industriels ultratransformés, dégradant considérablement leurs qualités nutritives et augmentant les risques sanitaires (maladies chroniques, obésité, diabète, hypertension, cancers, etc.).
Toutefois, des études plus récentes réalisées par sous-groupes d'aliments ultratransformés ont montré que seuls les aliments contenant des produits d'origine animale et les boissons sucrées étaient liés à un risque accru de cancer et de multimorbidité cardiométabolique. En revanche, ce n’était pas le cas pour les similicarnés ou les produits céréaliers. Ces résultats sont cohérents avec une méta-analyse réalisée sur trois larges cohortes américaines, dans laquelle la consommation de céréales complètes ou de fruit ultratransformés semblait diminuer le risque de survenue de diabète.
Une étude publiée dans le Journal of Food Science vient renforcer ces observations en constatant que les alternatives végétales à la viande, malgré leur classification comme aliments ultra-transformés (AUT), se distinguent positivement par leurs bénéfices environnementaux, éthiques et sanitaires. Cette distinction est d'autant plus pertinente que les chercheurs ont montré que leurs processus de transformation n'altèrent pas leur valeur nutritionnelle, qui reste souvent supérieure à celle des autres AUT, contrairement aux produits d'origine animale qui présentent des risques accrus pour la santé. Face à ces constats, les chercheurs préconisent une standardisation du profil nutritionnel de ces alternatives végétales et leur exclusion de la catégorie des AUT, reconnaissant leur rôle essentiel dans la transition vers une alimentation plus durable.

## Accusations
À la suite d'une alerte de 60 millions de consommateurs, publiée le 12 avril 2018, la société Danone est appelée le 17 et 18 juillet 2018 à répondre à une commission d'enquête gouvernementale pour expliquer les différences entre ses promesses pour la santé et le caractère peu nutritif, voire risqué, de plusieurs produits ultratransformés dans sa gamme « santé » (notamment Actimel, Activia fruit, Danette, Danao, Taillefine, etc.). François Eyraud, directeur général de Danone produits frais France, répond que Danone répond à l'attente des clients et commercialise aussi de l'eau naturelle en bouteille.

#### Bases de données et dictionnaires
- Notices dans des dictionnaires ou encyclopédies généralistes :   - Den Store Danske Encyklopædi
  - Store norske leksikon
- Notices d'autorité :   - Tchéquie